# Trocofora

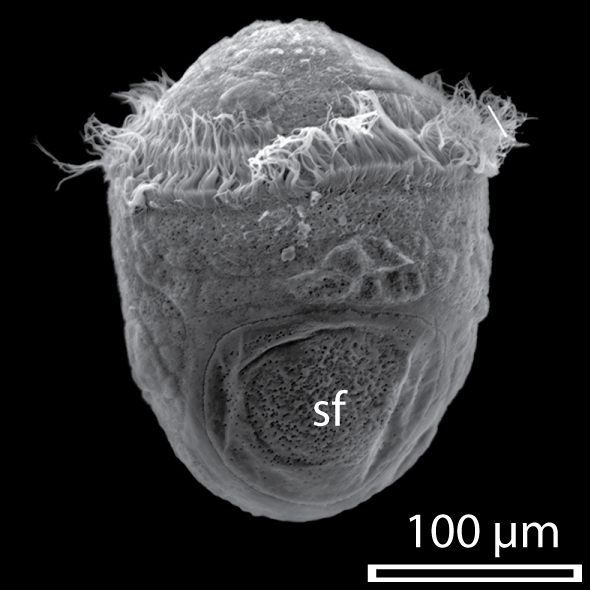
Trocofora del gasteropode Haliotis asinina, immagine al microscopio elettronico a scansione, 9 ore dopo la fecondazione. La scala indica, cioè.

La trocofora (dal greco "τροχός" = ruota e  "φέρειν"= portare) è un particolare tipo di larva planctonica presente in numerosi protostomi marini a segmentazione spirale (Spiralia). L'aspetto è ovoidale e trasparente, possiede una banda ciliata circolare nella zona orale (da cui il nome) ed è liberamente natante.

## Descrizione

Anatomia di una trocofora
A - episfera
B - iposfera
1 - gangli
2 - ciuffo apicale
3 - prototroco
4 - metatroco
5 - nefridio
6 - ano
7 - protonefridi
8 - tratto gastrointestinale
9 - apertura orale
10 - blastocele

La banda cigliare principale della trocofora è chiamata prototroco, circonda trasversalmetne il corpo di tutta la larva e può essere usata sia per muoversi che per catturare cibo. Sulla parte ventrale, posteriormente al prototroco, si trova la bocca, e al disotto di questa si può trovare un'altra banda cigliata, il metatroco. Un'ulteriore banda cigliare, questa presente intorno all'ano, è chiamata telotroco; mentre ventralmente può essere presente una zona cigliare (gastrotroco) che si estende dalla zona orale fino al telotroco.
Il prototroco divide il corpo della trocofora in una porzione superiore e una inferiore, chiamate rispettivamente episfera ed iposfera. Nella parte apicale dell'episfera è presente un ganglio, che forma il sistema nervoso centrale della larva; connessi a questo possono presentarsi un ciuffo di ciglia con funzione sensoriale e degli ocelli.

## Diffusione nei phyla
La trocofora è presente in molte specie di anellidi (compresi gli echiuridi e gli sipunculidi), molluschi, ed endoprocti. Tutti questi animali appartengono al clado Spiralia, ed è stato ipotizzato che l'ultimo antenato comune di questo clade presentasse nel suo ciclo vitale una trocofora.

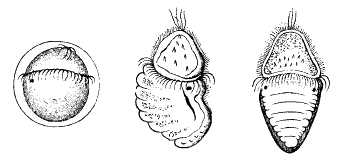
Ontogenesi di un poliplacoforo. La prima immagine è una trocofora, la seconda è uno stadio di metamorfosi, la terza è uno stadio giovanile di poliplacoforo.

In particolare, nei molluschi è presente nelle classi Polyplacophora, Scaphopoda, Caudofoveata, Solenogastres, Gastropoda e Bivalvia, nelle ultime due, la fase da trocofora può essere seguita da quella di veliger. Nei sipinculidi dalla trocofora si può sviluppare direttamente l'animale adulto o può essere presente un'altra forma larvale, detta pelagosfera.
Anche certe larve di alcuni altri animali, tutti appartententi al clado Lophotrochozoa, hanno larve liberamente natanti con bande ciliari simili alla trocofora; questi includono platelminti (larva di Müller), foronidei (larva actinotrocha), nemertini (larva pilidium), briozoi, brachiopodi e cicliofori (larva chordoide). Le bande ciliari di queste larve sono state ipotizzate essere omologhe a quelle della trocofora propria, se questo fosse confermato, la definizione di trocofora si allargherebbe ad includere anche questi tipi di larve, ciò è però ancora oggetto di discussione.